# Гилцов (Лауенбург)
Гилцов (њем. Gülzow) општина је у њемачкој савезној држави Шлезвиг-Холштајн. Једно је од 131 општинског средишта округа Херцогтум Лауенбург. Према процјени из 2010. у општини је живјело 1.238 становника. Посједује регионалну шифру (AGS) 1053047.

## Географски и демографски подаци
Гилцов се налази у савезној држави Шлезвиг-Холштајн у округу Херцогтум Лауенбург. Општина се налази на надморској висини од 26 метара. Површина општине износи 17,1 km². У самом мјесту је, према процјени из 2010. године, живјело 1.238 становника. Просјечна густина становништва износи 73 становника/km².